# Schwarzenbach (Metnitz)
Der Schwarzenbach ist ein linker Nebenfluss der Metnitz in den Metnitzer Bergen im Gemeindegebiet von Metnitz.
Er entspringt an der Ostseite des Hirschsteins, nahe der Gunzenbergalm, auf einer Höhe von etwa 1820 m. Der Schwarzenbach fließt insgesamt in südöstliche Richtung. Schon nach etwa 1 ½ km steil abfallendem Verlauf erreicht er das Gebiet der Streusiedlung Schwarzenbach. Hier fließt er über etwa 2 km Länge hinweg inmitten von Wiesen zwischen den verstreuten Höfen, durchfließt dann einen bewaldeten Graben, in dem die Höfe an den Hängen deutlich über dem Bach liegen, und tritt erst kurz vor seiner Mündung ins recht enge Tal der Metnitz aus. 
Neben einigen unbenannten Zubringern nimmt der Schwarzenbach von links den Bach von Klaming und von rechts den Bach vom Wasserwald auf.